# Phloeomyzus passerinii
Phloeomyzus passerinii är en insektsart. Phloeomyzus passerinii ingår i släktet Phloeomyzus och familjen långrörsbladlöss.

## Underarter
Arten delas in i följande underarter:
- P. p. passerinii
- P. p. zhangwuensis